# Festivalul Internațional de Film de la Berlin
Festivalul Internațional de Film de la Berlin (în germană Internationale Filmfestspiele Berlin), cunoscut și ca Berlinala, este unul din cele mai importante festivaluri de film din lume, care are loc anual la Berlin, în Republica Federală Germania, începând cu anul 1951. Cele mai importante premii acordate sunt Ursul de Aur și Ursul de Argint.

## Premiile festivalului

### Ursul de Aur
Ursul de aur (Germană, Goldener Bär) este cel mai mare premiu al festivalului Berlinale și se acordă în trei categorii.
- Cel mai bun film (lung metraj) — se acordă din 1951,
- Cel mai bun film (scurt metraj) — se acordă din 1956 și
- Realizări pentru întreaga carieră (Goldener Bär onorific) — se acordă din 1982

### Ursul de Argint
Ursul de argint (Silberner Bär) este un premiu al festivalului, introdus în 1956, care se acordă pentru realizări individuale în actorie, regie și pentru cele mai bune filme de scurt metraj.
Începând cu ediția din 1965 a festivalului, un premiu special a fost introdus, completând Ursul de Aur pentru film de lung metraj. Deși s-a numit Premiul special al juriului (1965-1999) sau Marele Premiu al Juriului (din ediția din 2000) este cunoscut obișnuit ca Ursul de argint (precum categoriile pentru realizări individuale), fiind considerat un al doilea premiu după Ursul de aur.
Similar, în 1978, a fost instituit un premiu Ursul de argint pentru recunoaștere specială, în 2002 s-a premiul Ursul de argint pentru cel mai bun film muzical și începând cu  2008 se acordă și premiul Ursul de argint pentru cel mai bun scenariu.

### Categoriile premiului Ursul de argint
- Marele Premiu al Juriului (Ursul de Argint) (din 1965)
- Premiul Alfred Bauer se oferă în memoria fondatorului festivalului, Alfred Bauer, pentru filmul cel mai promițător, deschizând noi perspective ale artei cinematografice [1]
- Ursul de Argint pentru cel mai bun regizor (din 1956)
- Ursul de Argint pentru cel mai bun actor (din 1956)
- Cea mai bună actriță (din 1956)
- Cel mai bun film (scurt metraj) (din 1956)
- Cea mai bună realizare artistică (Ursul de Argint) (din 1978)
- Cel mai bun film muzical (din 2002)
- Cel mai bun scenariu (din 2008)

## Filme românești la Berlin
- 2013: Filmul românesc Poziția copilului a câștigat premiul Ursul de Aur.[2][3]
- 2015: Radu Jude a câștigat Ursul de Argint pentru cea mai bună regie cu lungmetrajul Aferim!, la cea de-a 65-a ediție a galei Festivalului.[4]
- 2018: Filmul Nu mă atinge-mă a câștigat premiul Ursul de Aur.
- 2021: Filmul Babardeală cu bucluc sau porno balamuc a câștigat premiul Ursul de Aur.

## Galerie

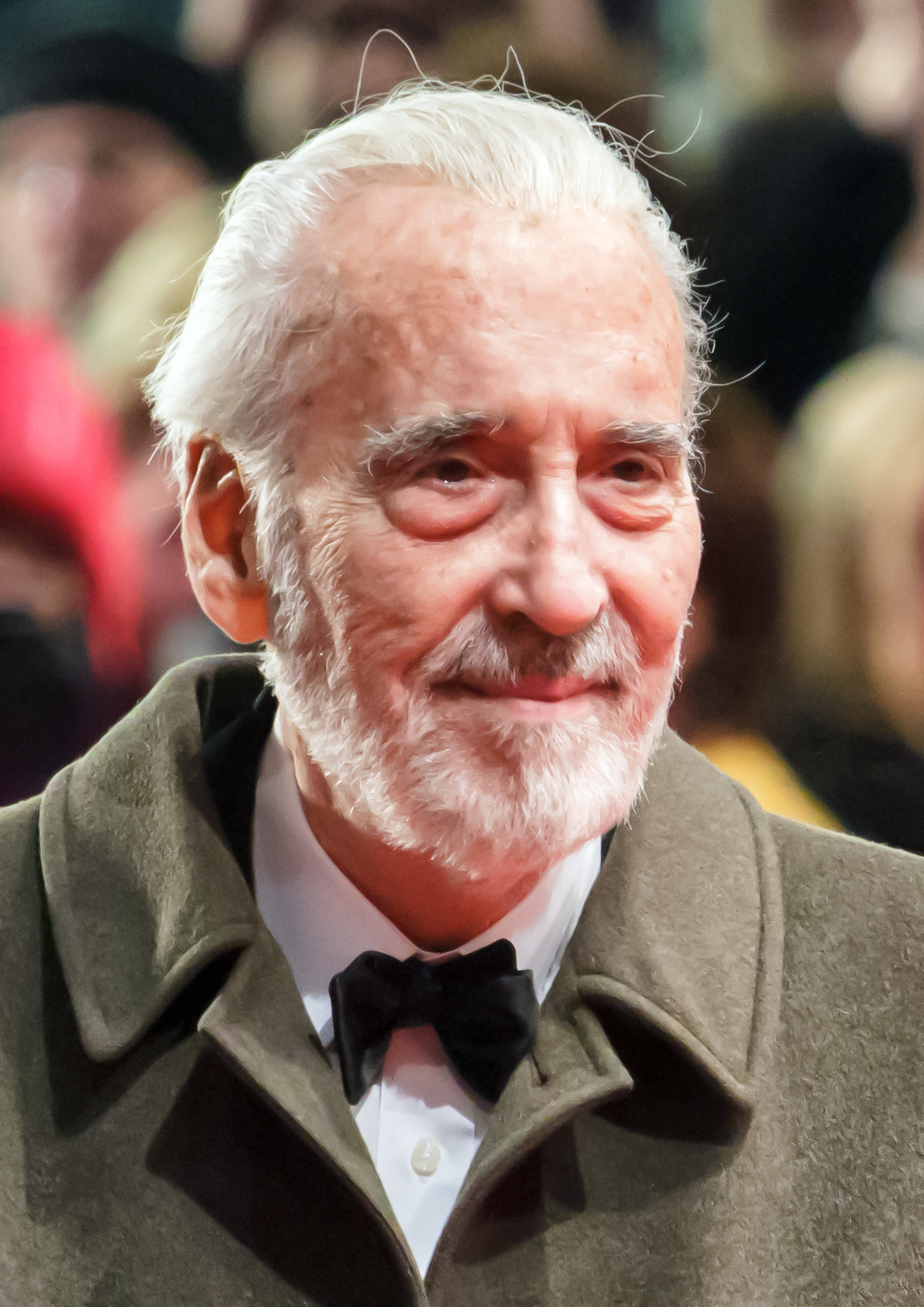
Christopher Lee, Berlinala din 2013
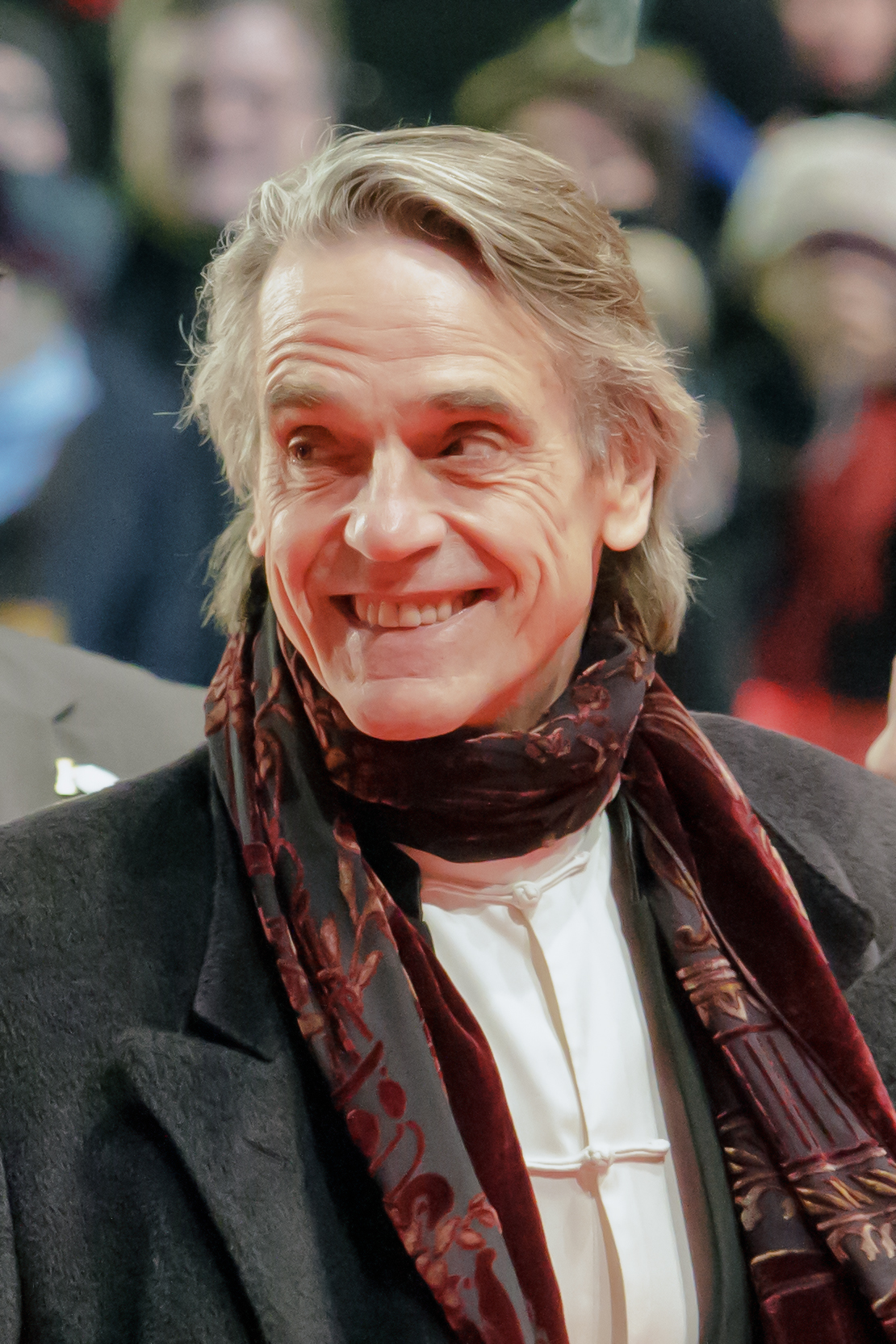
Jeremy Irons, Berlinala din 2013
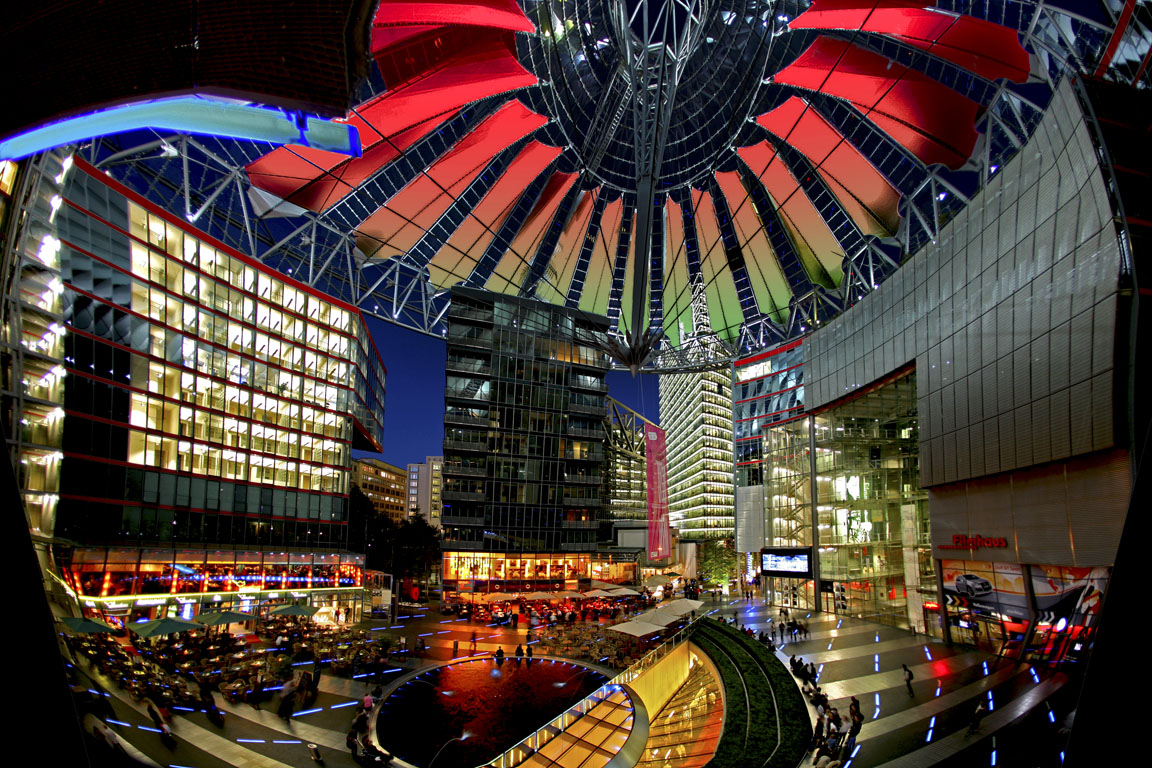
Potsdamer Platz găzduiește două cinematografe multipex
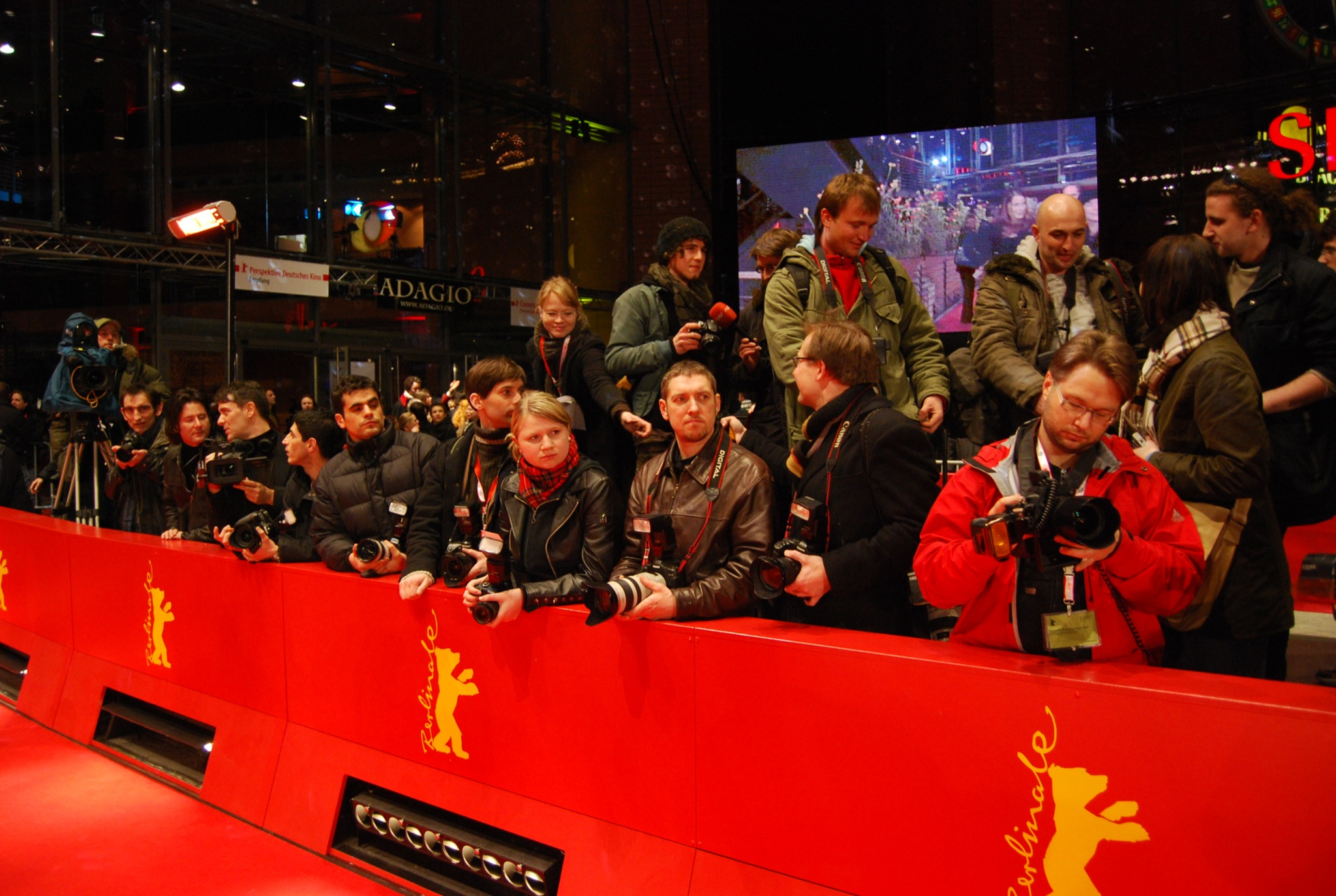
Aproape 20.000 de profesioniști din peste 130 de țări participă la festival în fiecare an
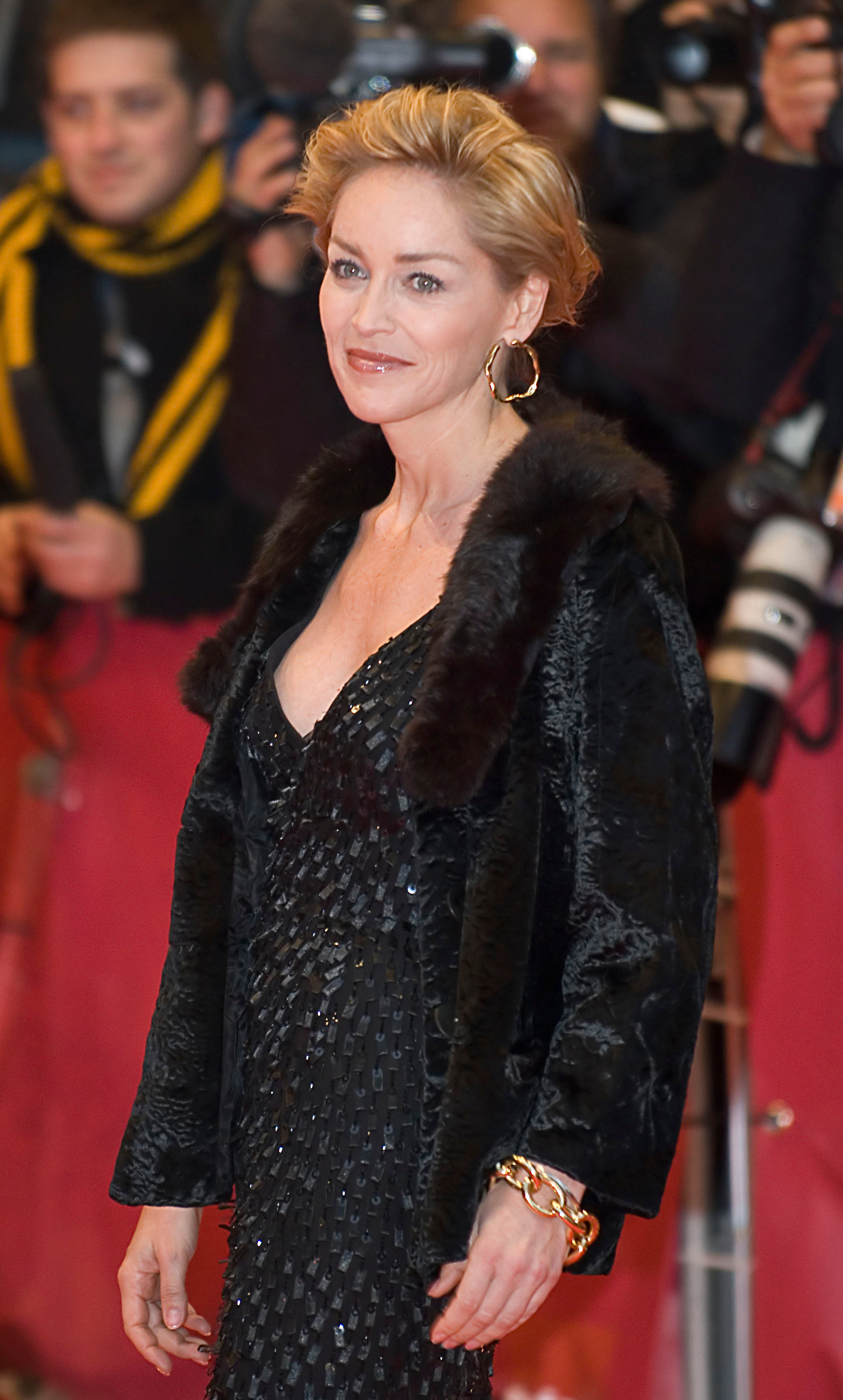
Sharon Stone la premiera filmului When a Man Falls in the Forest, Berlinala din 2007
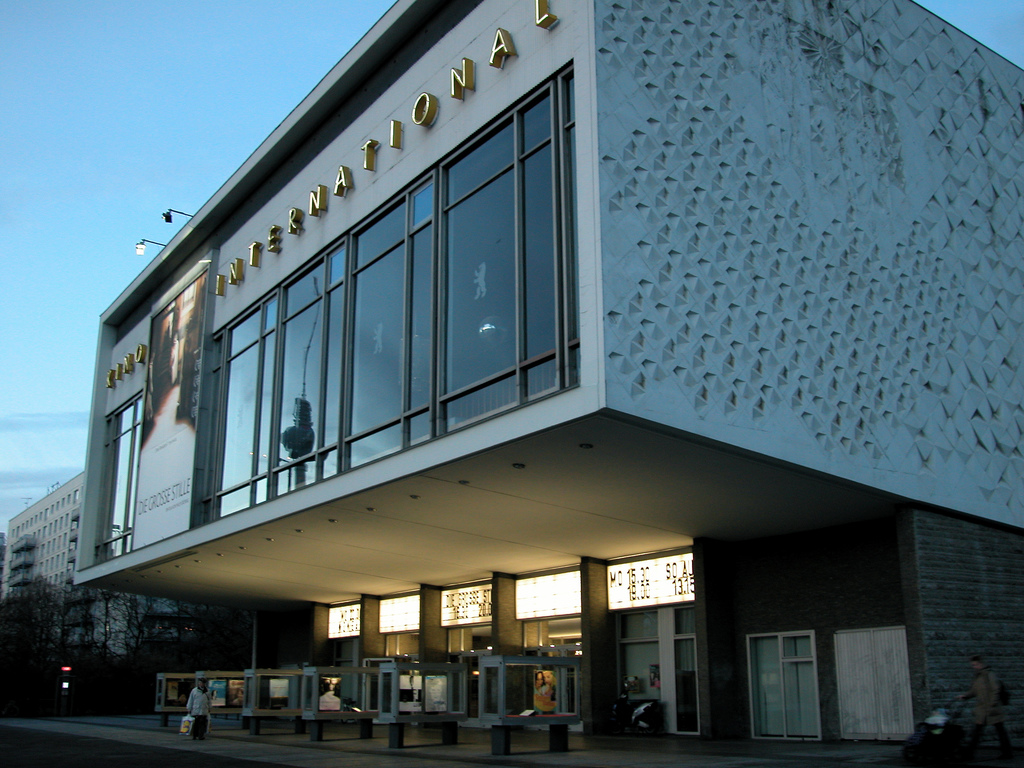
Kino International
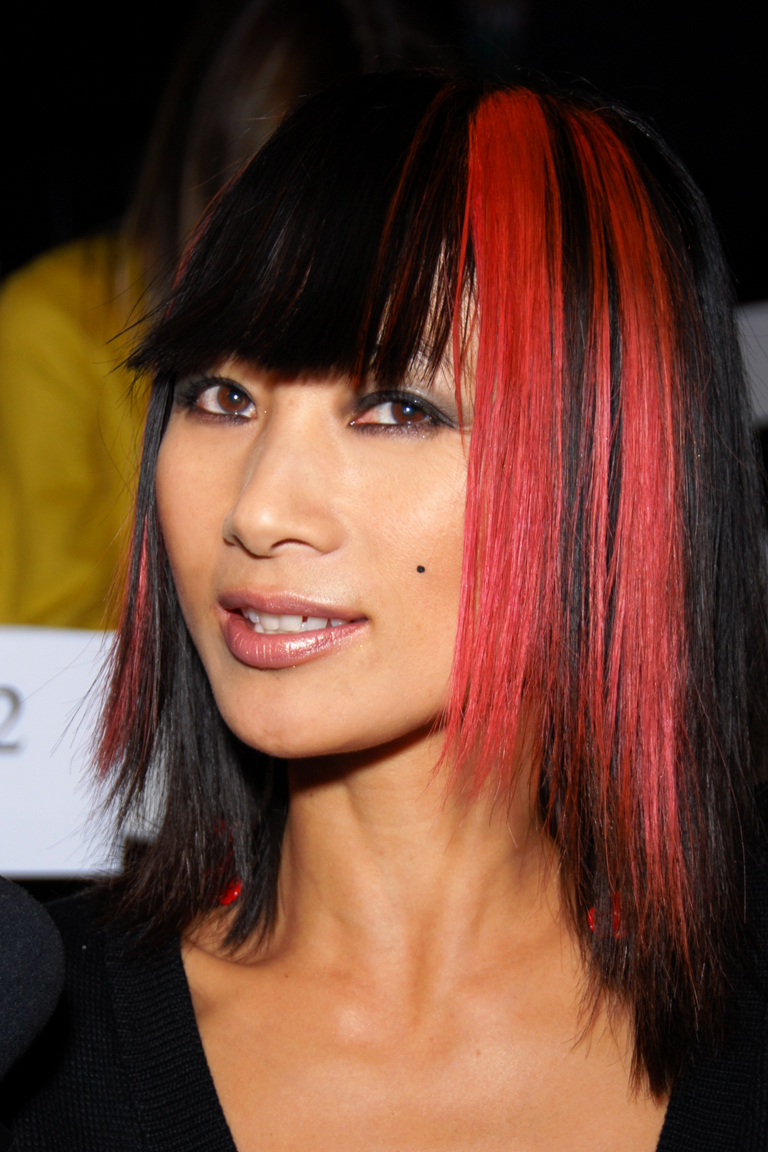
Bai Ling, Berlinala din 2007
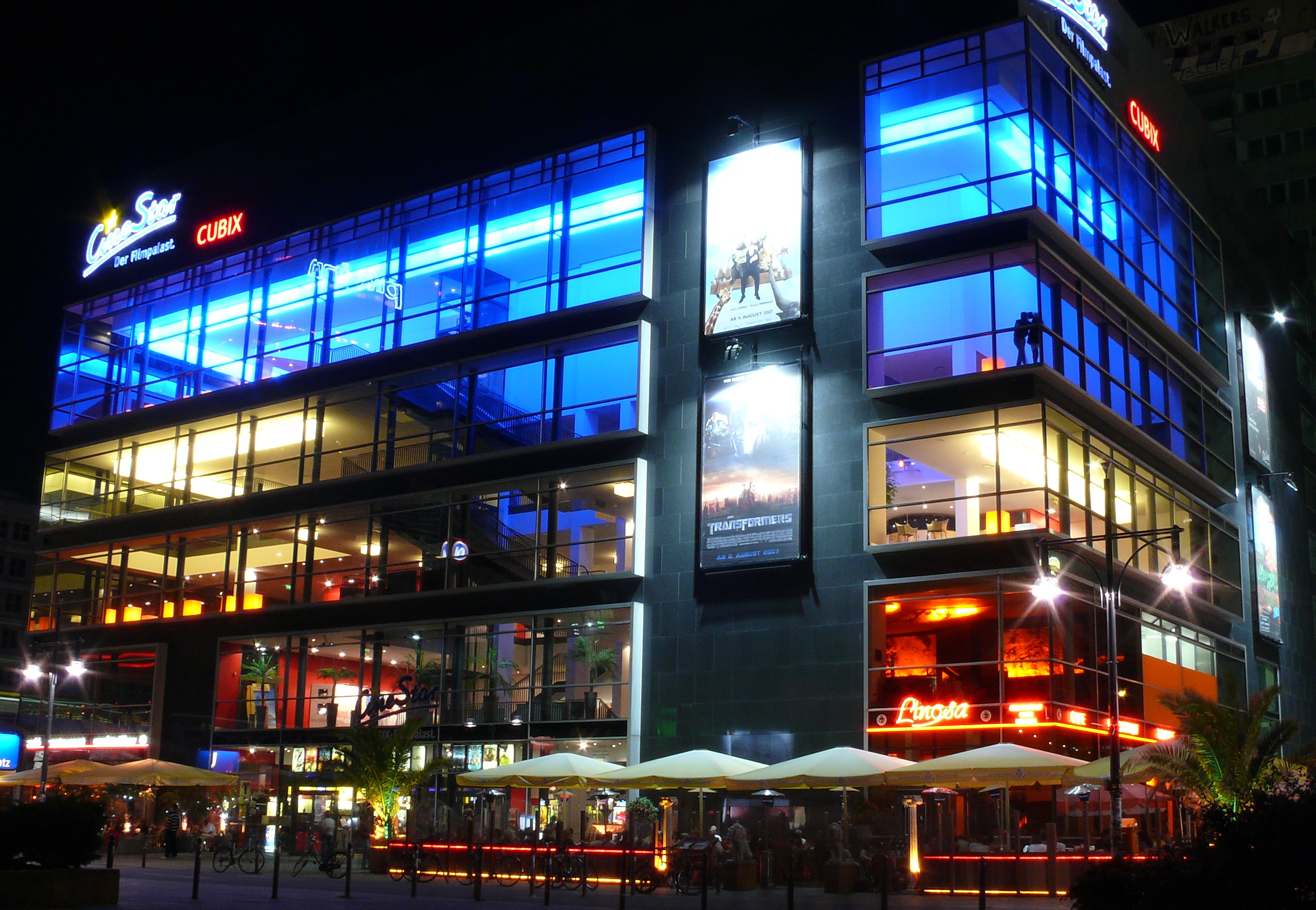
Cubix Kino în Alexander Platz
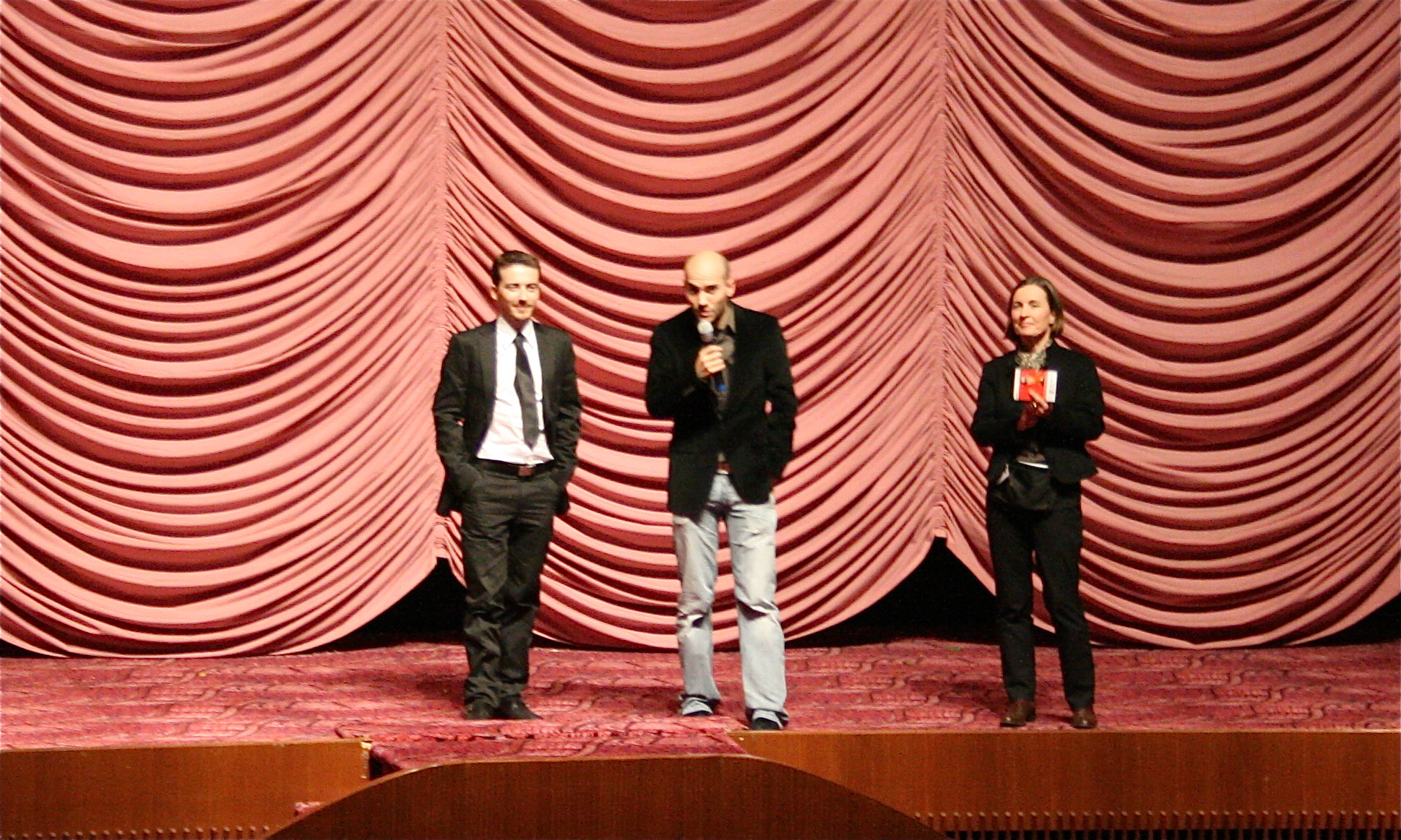
Publicul discută filmul cu producătorii și directorii după prezentare
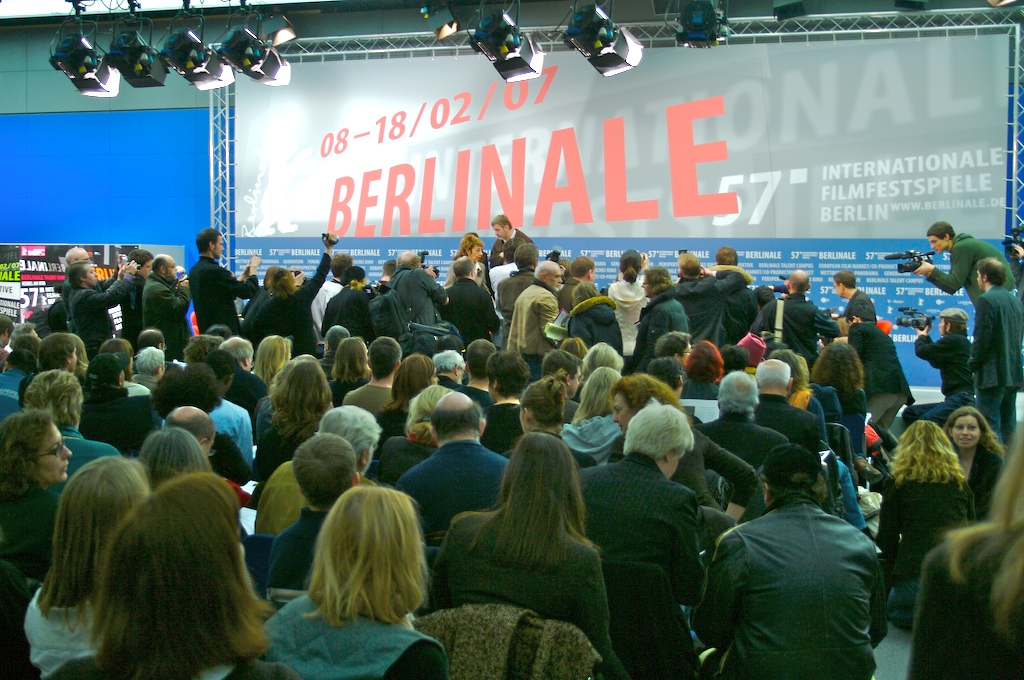
Conferință organizată după festival
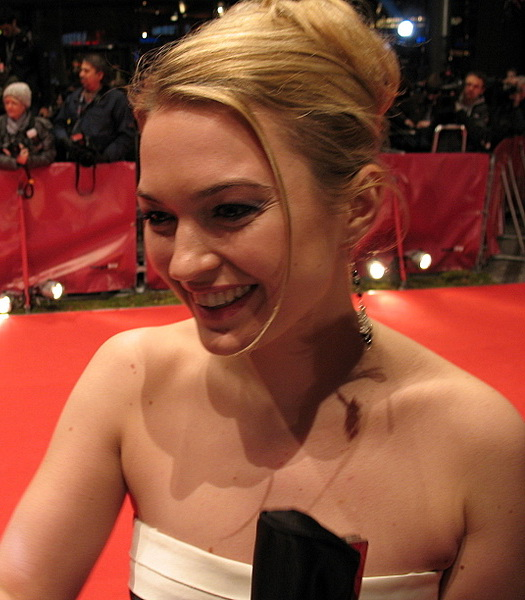
Sophia Myles, Berlinala din 2007
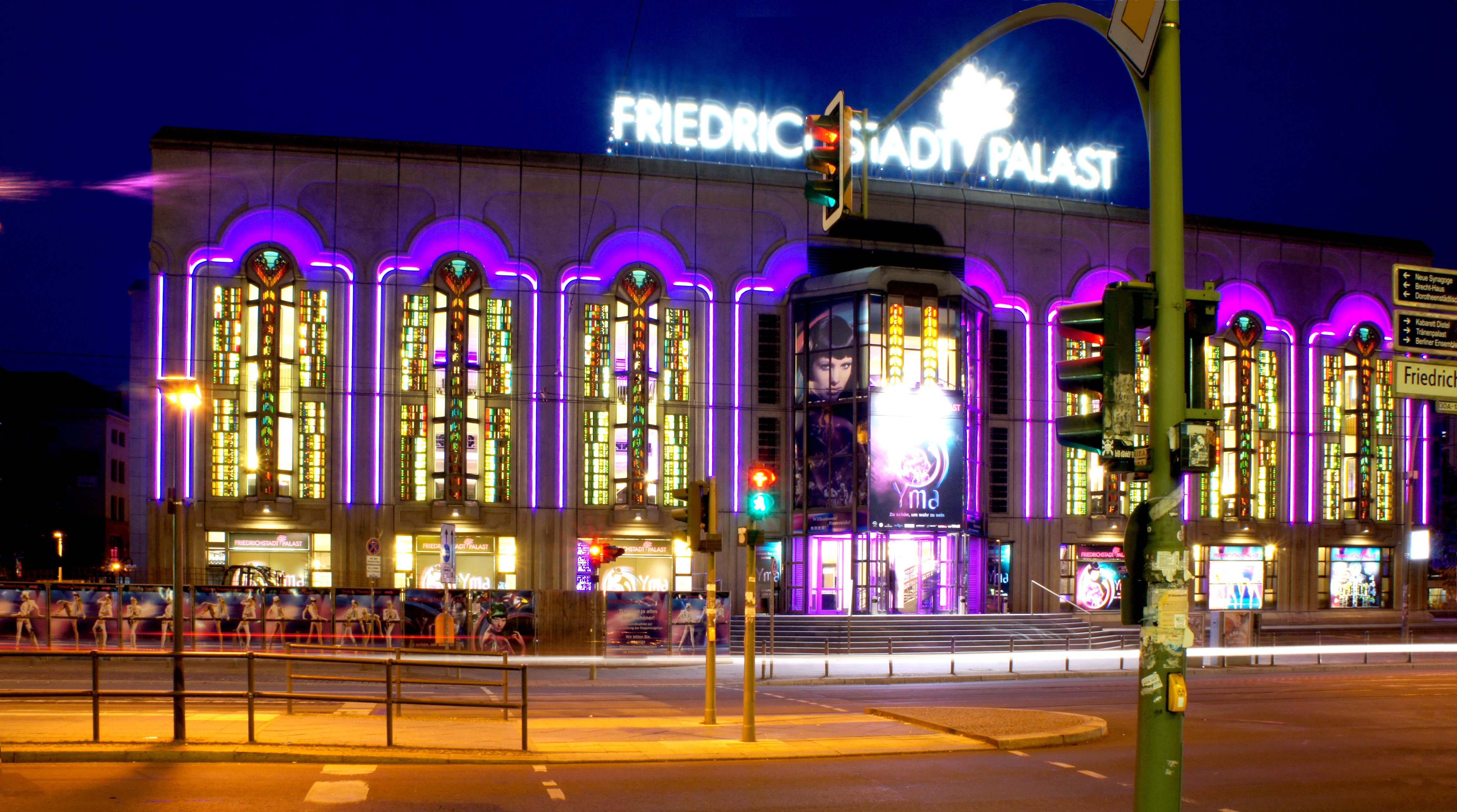
Friedrichstadtpalast a devenit în 2009 locație cinematografică
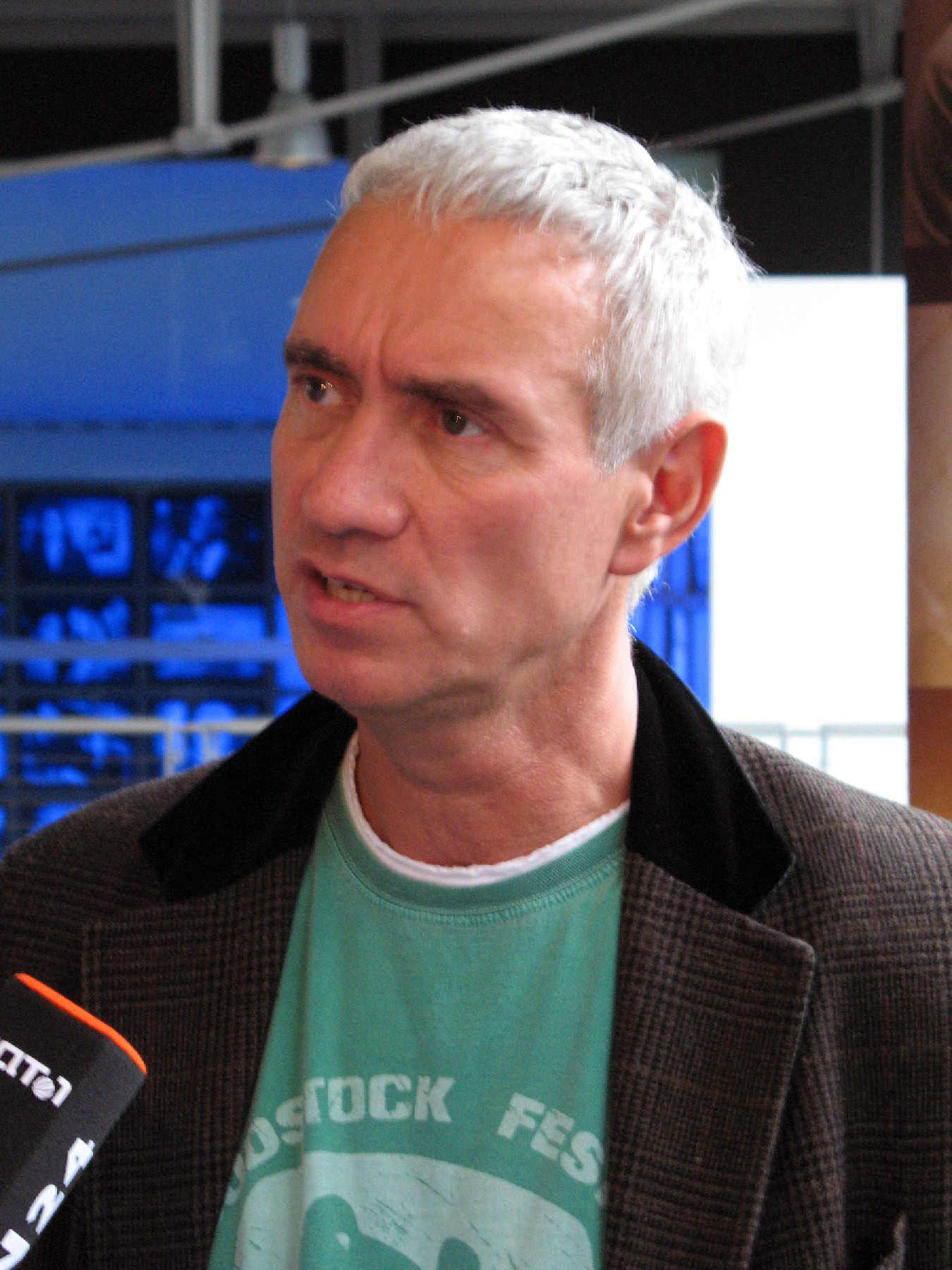
Roland Emmerich, Președintele juriului, 2005
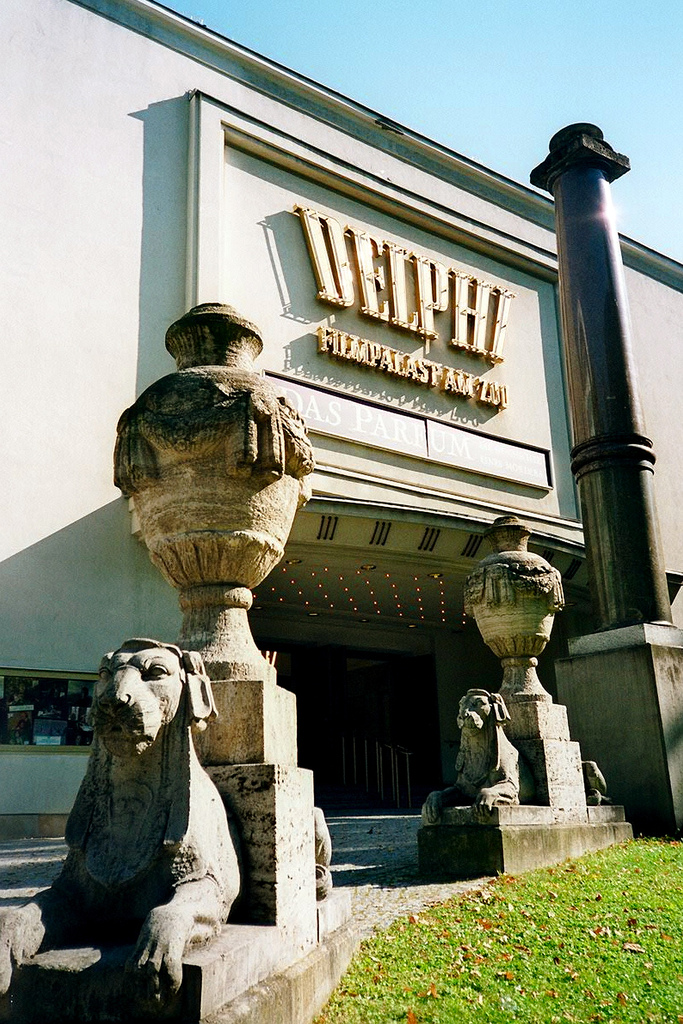
Delphi Filmpalast
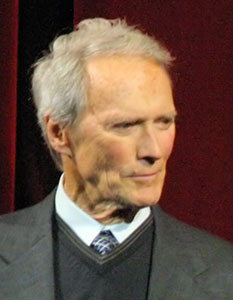
Clint Eastwood, Berlinala din 2007
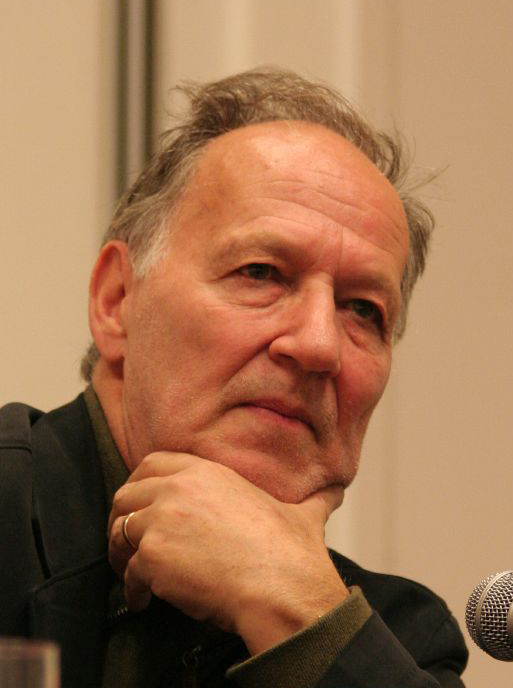
Werner Herzog, Președintele juriului, 2010
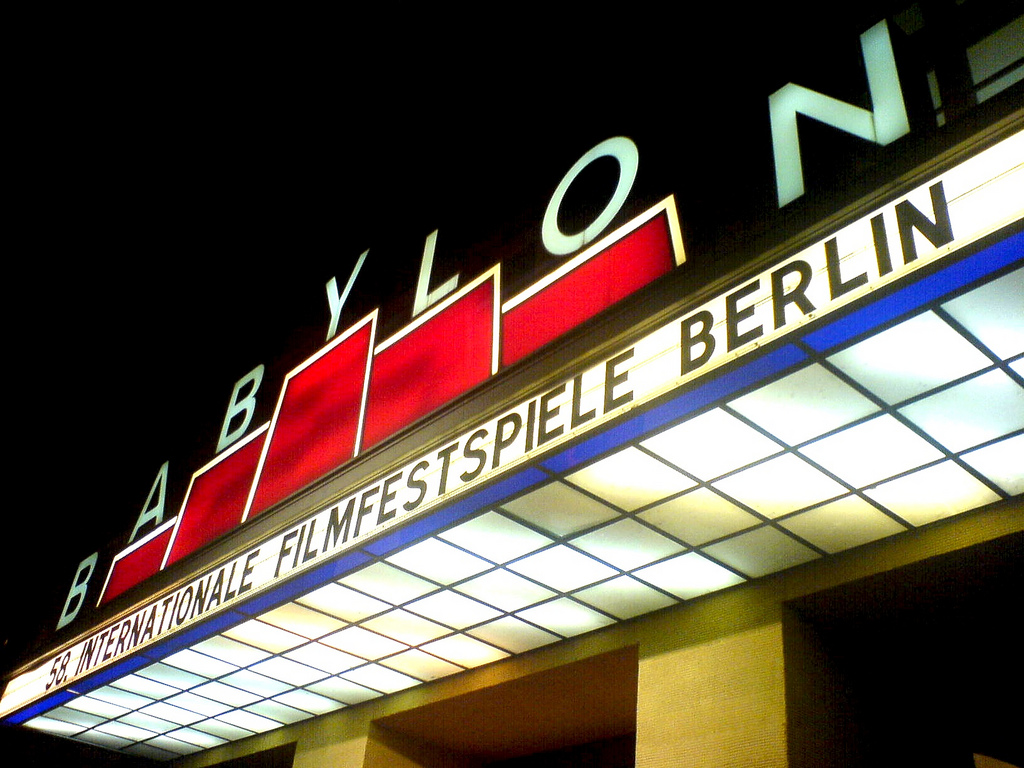
Kino Babylon